# Centrale nucléaire de Madras
La centrale nucléaire de Madras est située à Kalpakkam dans le Tamil Nadu à 80 km au sud de Madras en Inde. Le propriétaire et exploitant de ce site est la Nuclear Power Corporation of India Ltd.
C'est un site de recherche sur le nucléaire civil, de traitement du combustible usé, de traitement des déchets nucléaires et de fabrication du combustible pour les réacteurs à neutrons rapides (RNR).
C'est le premier site entièrement construit par l'ingénierie indienne.
Le site possède deux réacteurs à eau lourde pressurisée de 170 MW chacun, qui ont été mis en service en 1983 et en 1985. Les réacteurs sont protégés dans un bâtiment réacteur avec une double enceinte de confinement ce qui procure une protection supplémentaire en cas de perte du réfrigérant.

Un stockage provisoire des déchets existe également à Kalpakkam.
À une centaine de mètres de la centrale de Madras est construit depuis octobre 2004 un réacteur à neutrons rapides dénommé Prototype Fast Breeder Reactor (PFBR), d'une puissance de 470 MW.